# Øystein Olsen (ishockeyspelare)
Øystein Olsen. född 11 januari 1969 i Oslo, är en norsk ishockeyspelare. Hans moderklubb är Manglerud/Star men har spelat största delen av sin karriär i Vålerenga Ishockey. Säsongen 2007/2008 spelade han sin 500:e seriematch för Vålerenga. Han har också spelat för Jordal Hockey.
Han har spelat 72 OS- och VM-matcher för det norska landslaget.